# Семеренки
Семе́ренки —  село в Україні, в Великосорочинській сільській громаді Миргородського району Полтавської області. Населення становить 168 осіб. Колишній орган місцевого самоврядування — Савинцівська сільська рада.

## Географія
Село Семеренки знаходиться на правому березі річки Грунь-Ташань, яка через 7 км впадає в річку Псел, нижче за течією на відстані 2,5 км розташоване село Великі Сорочинці.

## Населення

### Мова
Розподіл населення за рідною мовою за даними перепису 2001 року:
| Мова       | Кількість | Відсоток |
| ---------- | --------- | -------- |
| українська | 155       | 92.26%   |
| російська  | 13        | 7.74%    |
| Усього     | 168       | 100%     |